# Lysanne Thibodeau
Lysanne Thibodeau, dite Lisan Tibodo,  née le 12 novembre 1959 à Montréal et morte le 15 avril 2018[réf. nécessaire], est une réalisatrice et musicienne québécoise, avec des racines acadiennes.

## Biographie
Chanteuse dans le groupe Men Without Hats (1980-1982), elle se forme en cinéma, puis vit et travaille en Europe pendant une quinzaine d'années (Italie, Berlin).
De retour au Québec, elle obtient une maîtrise en Arts visuels de l'Université Concordia et enseigne, tout en poursuivant sa carrière de cinéaste.
Elle a surtout tourné des documentaires, en court, moyen ou long métrage, notamment pour Les Films de l'autre.
Elle a succombé à un cancer.

## Filmographie
- Des armes et nous, 2018, documentaire, 75 min
- Portrait de Jayce Salloum, 2014, HD, 4 min
- Portrait de Chantal Pontbriand, 2013, HD, 3 min
- Tagaq, 2008, DV, 6 min
- Esprits de famille, 2007, DV, essai documentaire, 63 min
- Ikaluktuutiaq en avril, 2005, DV, essai, 7 min
- Nostalgie d’André, 2005, DV, essai, 6 min
- L’école à l’hôpital, 2005, documentaire, 41 min
- Un jour la nuit, 2003, 35 mm, fiction, 3 min
- Ma chute du mur (Berlin-Prague, 9-12 novembre 1989), 2001, DV, essai, 5 min
- Éloge du retour, 2001, 16 mm, essai, 43 min, Prix du meilleur moyen métrage au Festival international de cinéma de Figueira da Foz, Portugal, 2001
- Virginia or Do all Roads Lead to Romeo?, 1992, 35 mm, fiction, 8 min
- Soft Graffiti from Berlin, 1988, installation-vidéo en 5 écrans au Centre culturel canadien de Paris
- Bad Blood for the Vampyr, 1984, 16 mm, fiction, 22 min, Prix du public au Festival international du Film Expéry, Bonn, RFA. Premier prix au Festival International du films, Caracas, Venezuela. Premier prix et mention honorable pour originalité artistique au Festival Poza Kinem, Breslau, Pologne.